# لیگ برتر والیبال مردان ایران ۱۳۹۱
لیگ برتر والیبال ایران ۱۳۹۱ شانزدهمین دوره لیگ برتر والیبال ایران می‌باشد. این دوره از رقابت‌های لیگ برتر با نام سردار سرلشکر شهید حسن طهرانی مقدم و با حضور ۱۲ تیم از ۲۶ مهر ۱۳۹۱ آغاز گردید.
در این دوره از مسابقات تیم‌ها در مرحله مقدماتی در قالب یک گروه به صورت رفت و برگشت با هم پیکار کردند، سپس چهار تیم برتر برای کسب مقام‌های اول تا چهارم در مرحله حذفی با هم دیدار کردند و در نهایت تیم کاله عنوان نخست را از آن خود کرد.

## تیم‌های شرکت‌کننده
- آلومینیوم المهدی هرمزگان
- باریج اسانس کاشان
- جواهری گنبد
- نوین کشاورز تهران
- پیشگامان کویر یزد
- پیکان تهران
- سایپا البرز
- شهرداری ارومیه
- شهرداری تبریز
- کاله مازندران
- متین وارنا ورامین
- میزان خراسان

## فصل عادی

### جدول رده‌بندی
| رتبه | تیم                      | امتیازات | مسابقات | مسابقات | مسابقات | جزئیات | جزئیات | جزئیات | جزئیات | جزئیات | جزئیات | ست‌ها | ست‌ها | ست‌ها    |
| رتبه | تیم                      | امتیازات | بازی    | برد     | باخت    | ۳–۰    | ۳–۱    | ۳–۲    | ۲–۳    | ۱–۳    | ۰–۳    | برد  | باخت | میانگین |
| ---- | ------------------------ | -------- | ------- | ------- | ------- | ------ | ------ | ------ | ------ | ------ | ------ | ---- | ---- | ------- |
| ۱    | پیکان تهران              | ۴۹       | ۲۲      | ۱۷      | ۵       | ۹      | ۵      | ۳      | ۳      | ۱      | ۱      | ۵۸   | ۲۶   | ۲٫۲۳۰   |
| ۲    | متین وارنا ورامین        | ۴۷       | ۲۲      | ۱۶      | ۶       | ۵      | ۹      | ۲      | ۱      | ۲      | ۳      | ۵۲   | ۳۱   | ۱٫۶۷۷   |
| ۳    | سایپا البرز              | ۴۲       | ۲۲      | ۱۵      | ۷       | ۴      | ۵      | ۶      | ۳      | ۳      | ۱      | ۵۴   | ۳۸   | ۱٫۴۲۱   |
| ۴    | کاله مازندران            | ۴۱       | ۲۲      | ۱۵      | ۷       | ۵      | ۶      | ۴      | ۰      | ۳      | ۴      | ۴۸   | ۳۵   | ۱٫۳۷۱   |
| ۵    | شهرداری ارومیه           | ۴۱       | ۲۲      | ۱۴      | ۸       | ۴      | ۶      | ۴      | ۳      | ۳      | ۲      | ۵۱   | ۳۸   | ۱٫۳۴۲   |
| ۶    | پیشگامان کویر یزد        | ۳۶       | ۲۲      | ۱۱      | ۱۱      | ۴      | ۵      | ۲      | ۵      | ۶      | ۰      | ۴۹   | ۴۲   | ۱٫۱۶۶   |
| ۷    | میزان خراسان             | ۳۴       | ۲۲      | ۱۰      | ۱۲      | ۱      | ۷      | ۲      | ۶      | ۴      | ۲      | ۴۶   | ۴۷   | ۰٫۹۷۸   |
| ۸    | باریج اسانس کاشان        | ۳۰       | ۲۲      | ۱۱      | ۱۱      | ۲      | ۴      | ۵      | ۲      | ۴      | ۵      | ۴۱   | ۴۷   | ۰٫۸۷۲   |
| ۹    | آلومینیوم المهدی هرمزگان | ۲۸       | ۲۲      | ۱۱      | ۱۱      | ۲      | ۳      | ۶      | ۱      | ۷      | ۳      | ۴۲   | ۴۸   | ۰٫۸۷۵   |
| ۱۰   | شهرداری تبریز            | ۲۲       | ۲۲      | ۶       | ۱۶      | ۲      | ۳      | ۱      | ۵      | ۸      | ۳      | ۳۶   | ۵۳   | ۰٫۶۷۹   |
| ۱۱   | نوین کشاورز تهران        | ۱۶       | ۲۲      | ۵       | ۱۷      | ۰      | ۲      | ۳      | ۴      | ۷      | ۶      | ۳۰   | ۵۹   | ۰٫۵۰۸   |
| ۱۲   | جواهری گنبد              | ۸        | ۲۲      | ۱       | ۲۱      | ۰      | ۰      | ۱      | ۶      | ۷      | ۸      | ۲۲   | ۶۵   | ۰٫۳۳۸   |

- از تیم پیکان تهران به دلیل نقض قوانین در مورد استفاده از بازیکنان جوان و نداشتن تیم جوان ۲ امتیاز کسر شد.

### نتایج
|                  | ALU | BRJ | JAV | KAL | MAT | MIZ | NOV | PAY | PSH | SAI | TAB | URM |
| ---------------- | --- | --- | --- | --- | --- | --- | --- | --- | --- | --- | --- | --- |
| Aluminium        |     | ۳–۱ | ۳–۲ | ۳–۰ | ۰–۳ | ۳–۱ | ۱–۳ | ۰–۳ | ۳–۲ | ۳–۱ | ۳–۰ | ۱–۳ |
| Barij Essence    | ۳–۱ |     | ۳–۰ | ۰–۳ | ۲–۳ | ۳–۱ | ۳–۲ | ۰–۳ | ۳–۲ | ۲–۳ | ۳–۱ | ۳–۰ |
| Javaheri Gonbad  | ۲–۳ | ۲–۳ |     | ۲–۳ | ۰–۳ | ۳–۲ | ۱–۳ | ۱–۳ | ۰–۳ | ۲–۳ | ۱–۳ | ۰–۳ |
| Kalleh           | ۳–۲ | ۳–۱ | ۳–۱ |     | ۳–۰ | ۰–۳ | ۳–۰ | ۳–۲ | ۳–۱ | ۳–۱ | ۳–۱ | ۳–۰ |
| Matin            | ۳–۱ | ۳–۰ | ۳–۱ | ۳–۱ |     | ۳–۲ | ۳–۱ | ۳–۰ | ۱–۳ | ۰–۳ | ۳–۱ | ۲–۳ |
| Mizan            | ۲–۳ | ۳–۱ | ۳–۱ | ۳–۱ | ۱–۳ |     | ۳–۱ | ۰–۳ | ۳–۲ | ۲–۳ | ۲–۳ | ۳–۱ |
| Novin Keshavarz  | ۲–۳ | ۱–۳ | ۳–۲ | ۰–۳ | ۰–۳ | ۱–۳ |     | ۰–۳ | ۰–۳ | ۲–۳ | ۱–۳ | ۲–۳ |
| Paykan           | ۳–۰ | ۳–۰ | ۳–۰ | ۳–۱ | ۱–۳ | ۲–۳ | ۳–۱ |     | ۳–۱ | ۳–۲ | ۳–۲ | ۳–۱ |
| Pishgaman        | ۳–۱ | ۲–۳ | ۳–۰ | ۳–۰ | ۱–۳ | ۱–۳ | ۲–۳ | ۳–۲ |     | ۱–۳ | ۳–۱ | ۳–۲ |
| Saipa            | ۳–۱ | ۲–۳ | ۳–۰ | ۲–۳ | ۳–۰ | ۳–۱ | ۳–۱ | ۰–۳ | ۳–۱ |     | ۳–۲ | ۳–۲ |
| Shahrdari Tabriz | ۲–۳ | ۳–۰ | ۳–۱ | ۱–۳ | ۱–۳ | ۳–۰ | ۲–۳ | ۰–۳ | ۱–۳ | ۰–۳ |     | ۲–۳ |
| Shahrdari Urmia  | ۳–۱ | ۳–۱ | ۳–۰ | ۳–۰ | ۳–۱ | ۳–۲ | ۳–۰ | ۲–۳ | ۱–۳ | ۳–۱ | ۳–۱ |     |

## مرحله حذفی
|  | نیمه‌نهایی | نیمه‌نهایی | نیمه‌نهایی | نیمه‌نهایی | نیمه‌نهایی |   |       | نهایی    | نهایی    | نهایی    | نهایی    | نهایی    |
|  |           |           |           |           |           |   |       |          |          |          |          |          |
|  | ۱         | Paykan    | ۲         | ۳         | ۱         |   |       |          |          |          |          |          |
|  | ۴         | Kalleh    | ۳         | ۲         | ۳         |   |       |          |          |          |          |          |
|  | ۴         | Kalleh    | ۳         | ۲         | ۳         |   | ۴     | Kalleh   | ۱        | ۳        | ۴        |          |
|  |           |           |           |           |           |   | ۴     | Kalleh   | ۱        | ۳        | ۴        |          |
|  |           | ۲         | Matin     | ۳         | ۰         | ۳ |       |          |          |          |          |          |
|  | ۲         | ۲         | Matin     | ۳         | ۰         | ۳ | Matin | ۳        | ۲        | ۳        |          |          |
|  | ۲         |           |           |           |           |   | Matin | ۳        | ۲        | ۳        |          |          |
|  | ۳         | Saipa     | ۰         | ۳         | ۰         |   |       | مکان سوم | مکان سوم | مکان سوم | مکان سوم | مکان سوم |
|  |           |           |           |           |           |   | ۱     | Paykan   |          |          |          |          |
|  |           |           |           |           |           |   |       | ۳        | Saipa    |          |          |          |

### نیمه نهایی
پیکان – کاله؛
| تاریخ    |                   | نتیجه |                   | ست ۱  | ست ۲  | ست ۳  | ست ۴  | ست ۵  | مجموع   |
| -------- | ----------------- | ----- | ----------------- | ----- | ----- | ----- | ----- | ----- | ------- |
| ۲۰ فوریه | Paykan Tehran     | ۲–۳   | Kalleh Mazandaran | ۲۸–۳۰ | ۲۵–۱۹ | ۲۱–۲۵ | ۲۵–۱۶ | ۱۲–۱۵ | ۱۱۱–۱۰۵ |
| ۲۷ فوریه | Kalleh Mazandaran | ۲–۳   | Paykan Tehran     | ۲۴–۲۶ | ۲۵–۲۰ | ۲۵–۲۰ | ۲۳–۲۵ | ۱۳–۱۵ | ۱۱۰–۱۰۶ |
| ۶ مارس   | Paykan Tehran     | ۱–۳   | Kalleh Mazandaran | ۲۰–۲۵ | ۲۶–۲۸ | ۲۵–۲۲ | ۲۳–۲۵ |       | ۹۴–۱۰۰  |

متین – سایپا؛
| تاریخ    |               | نتیجه |               | ست ۱  | ست ۲  | ست ۳  | ست ۴  | ست ۵  | مجموع   |
| -------- | ------------- | ----- | ------------- | ----- | ----- | ----- | ----- | ----- | ------- |
| ۲۰ فوریه | Matin Varamin | ۳–۰   | Saipa Alborz  | ۲۵–۲۳ | ۲۵–۱۶ | ۲۵–۲۱ |       |       | ۷۵–۶۰   |
| ۲۷ فوریه | Saipa Alborz  | ۳–۲   | Matin Varamin | ۲۵–۲۲ | ۱۷–۲۵ | ۲۱–۲۵ | ۲۵–۱۸ | ۱۷–۱۵ | ۱۰۵–۱۰۵ |
| ۶ مارس   | Matin Varamin | ۳–۰   | Saipa Alborz  | ۲۵–۰  | ۲۵–۰  | ۲۵–۰  |       |       | ۷۵–۰    |

- سایپا به دلیل خارج شدن از زمین مسابقه در ست پنجم، در حالی که نتیجه بازی ۲۳–۲۵، ۱۴–۲۵، ۲۵–۲۳، ۲۵–۱۷ و ۱۴–۱۱ بود، بازنده اعلام شد.[۱]

### مکان سوم
- ورزشگاه میزبان: آزادی، تهران

پیکان – سایپا؛
| تاریخ   |               | نتیجه |               | ست ۱  | ست ۲  | ست ۳  | ست ۴  | ست ۵  | مجموع   |
| ------- | ------------- | ----- | ------------- | ----- | ----- | ----- | ----- | ----- | ------- |
| ۱۳ مارس | Paykan Tehran | ۳–۰   | Saipa Alborz  | ۲۵–۲۰ | ۲۵–۲۰ | ۲۵–۲۳ |       |       | ۷۵–۶۳   |
| ۱۵ مارس | Saipa Alborz  | ۲–۳   | Paykan Tehran | ۲۴–۲۶ | ۲۵–۲۱ | ۲۵–۲۳ | ۲۱–۲۵ | ۱۳–۱۵ | ۱۰۸–۱۱۰ |

### نهایی
- ورزشگاه میزبان: آزادی، تهران

کاله – متین؛
| تاریخ   |                   | نتیجه |                   | ست ۱  | ست ۲  | ست ۳  | ست ۴  | ست ۵ | مجموع  |
| ------- | ----------------- | ----- | ----------------- | ----- | ----- | ----- | ----- | ---- | ------ |
| ۱۳ مارس | Matin Varamin     | ۳–۱   | Kalleh Mazandaran | ۲۱–۲۵ | ۲۵–۲۱ | ۳۱–۲۹ | ۲۵–۲۳ |      | ۱۰۲–۹۸ |
| ۱۵ مارس | Kalleh Mazandaran | ۳–۰   | Matin Varamin     | ۲۷–۲۵ | ۳۲–۳۰ | ۲۵–۲۳ |       |      | ۸۴–۷۸  |

## جدول رده‌بندی
| رتبه | تیم                      | صعود یا سقوط                        |
| ---- | ------------------------ | ----------------------------------- |
| ۱    | کاله مازندران            | صعود به قهرمانی باشگاه‌های آسیا ۲۰۱۳ |
| ۲    | متین وارنا ورامین        |                                     |
| ۳    | پیکان تهران              |                                     |
| ۴    | سایپا البرز              |                                     |
| ۵    | شهرداری ارومیه           |                                     |
| ۶    | پیشگامان کویر یزد        |                                     |
| ۷    | میزان خراسان             |                                     |
| ۸    | باریج اسانس کاشان        |                                     |
| ۹    | آلومینیوم المهدی هرمزگان |                                     |
| ۱۰   | شهرداری تبریز            |                                     |
| ۱۱   | نوین کشاورز تهران        | سقوط به دسته اول                    |
| ۱۲   | جواهری گنبد              | سقوط به دسته اول                    |

## رده‌بندی نهایی
| رتبه | تیم                      |
| ---- | ------------------------ |
| 1    | کاله مازندران            |
| 2    | متین وارنا ورامین        |
| 3    | پیکان تهران              |
| ۴    | سایپا البرز              |
| ۵    | شهرداری ارومیه           |
| ۶    | پیشگامان کویر یزد        |
| ۷    | میزان خراسان             |
| ۸    | باریج اسانس کاشان        |
| ۹    | آلومینیوم المهدی هرمزگان |
| ۱۰   | شهرداری تبریز            |
| ۱۱   | نوین کشاورز تهران        |
| ۱۲   | جواهری گنبد              |

|  | راه‌یافته به قهرمانی باشگاه‌های آسیا ۲۰۱۳ |

|  | راه‌یافته به دسته اول |

| قهرمان فصل ۱۳۹۱ لیگ برتر ایران |
| ------------------------------ |
| کاله مازندران دومین قهرمانی    |

|  |  |